# Arcana (Roberto Cacciapaglia)
Arcana è un album di Roberto Cacciapaglia, pubblicato nel 2001 da BMG Ricordi.
È stato eseguito in anteprima nel 2000 al Festival Il Violino e la Selce di Fano, diretto da Franco Battiato.

## Tracce
1. Arcana – 4:21
2. Follow the Music – 4:41
3. London Line – 5:24
4. A Game – 5:03
5. No More Violence – 6:14
6. 1000 Flowers – 6:29
7. Joy – 4:59
8. 100 Moons – 4:07
9. Unreal – 5:24
10. Strings of Light – 1:38
11. I Feel Alright – 5:16

Durata totale: 53:36